# Niphogenia eucera
Niphogenia eucera är en tvåvingeart som beskrevs av Axel Leonard Melander 1927. Niphogenia eucera ingår i släktet Niphogenia och familjen Brachystomatidae.
Artens utbredningsområde är Washington. Inga underarter finns listade i Catalogue of Life.